# Bruno Perini
Bruno Perini (Milano, 21 novembre 1928) è un giornalista italiano.

## Biografia
Giornalista professionista dal 18 giugno del 1987, ha iniziato a lavorare al quotidiano il Manifesto nel 1978 come giornalista economico-finanziario, grazie all'amicizia con Valentino Parlato, uno dei fondatori del quotidiano comunista. Dall'87 all'89 ha lavorato al settimanale del gruppo Rizzoli, il Mondo, come redattore ordinario ma alla fine del 1989 è tornato a lavorare al Manifesto. Nel 1992 la direzione del quotidiano gli ha chiesto di abbandonare temporaneamente il settore della finanza e di seguire l'inchiesta giudiziaria "Mani pulite", aperta dalla procura milanese con l'arresto del socialista e  presidente del Pio Albergo Trivulzio, Mario Chiesa. Per il Manifesto e per l'agenzia Asca ha seguito i processi di tangentopoli fino al 1998, poi è tornato a occuparsi di economia e finanza per il Manifesto e per l'Asca. All'inizio degli anni '90 ha iniziato a collaborare con il mensile Prima Comunicazione diretto da Umberto Brunetti e Alessandra Ravetta. Per circa due anni, (2009-2010), Bruno Perini è stato collaboratore del Sole 24 ore e conduttore della rassegna stampa di Radio 24.
Nel 2004 ha scritto un libro giallo per Baldini e Castoldi: "Richiamo di sangue". Nel 2010 ha pubblicato per la casa editrice Mondadori: "Memorie di zio Adriano", una biografia di Adriano Celentano che è zio di Bruno Perini. Nel 2016 ha pubblicato un thriller per Tralerighe dal titolo "Le figlie del diavolo". Collabora con il quindicinale online "Informazione senza filtro".
| Controllo di autorità | VIAF (EN) 281482916 · ISNI (EN) 0000 0003 8832 6226 · SBN UFIV010081 |